# Pontefice massimo

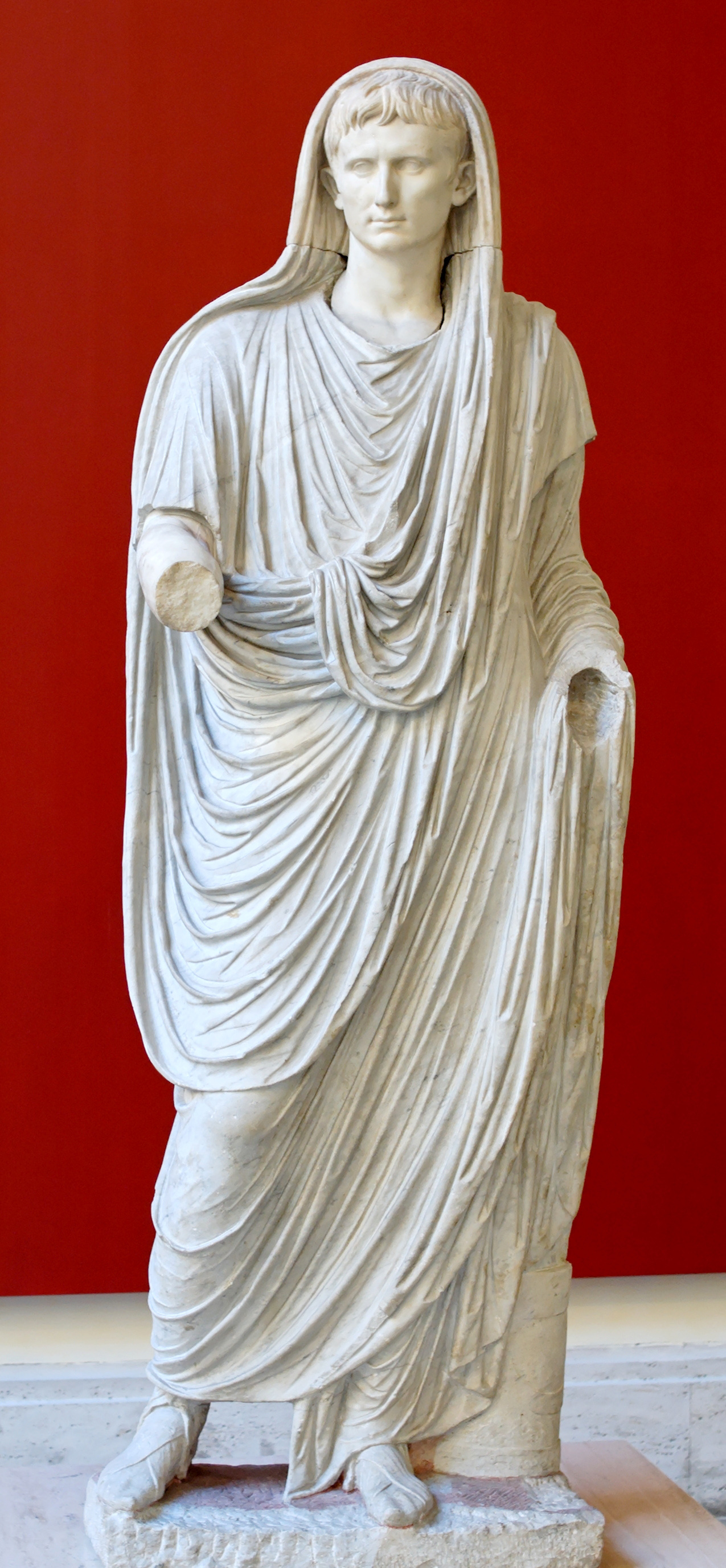
Augusto nelle vesti di pontefice massimo (Augusto di via Labicana)

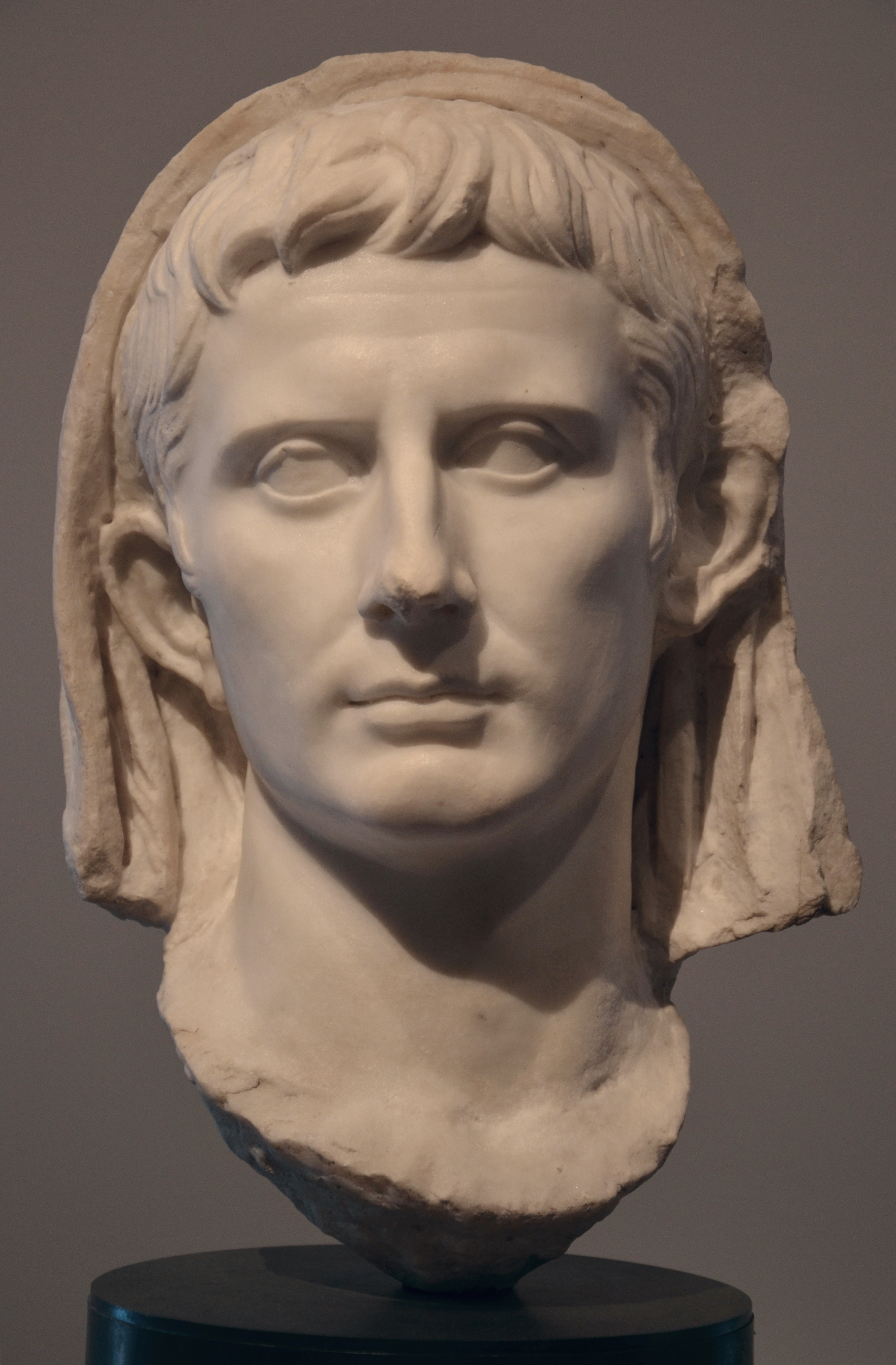
Ritratto di Augusto capite velato, da Ancona (Museo archeologico nazionale delle Marche)

Il pontefice massimo (in latino: pontifex maximus) era una figura della religione romana, de facto il massimo grado religioso al quale un romano poteva aspirare.
Sebbene le funzioni strettamente rituali fossero di minore importanza rispetto a quelle proprie del Rex sacrorum, dei Flamines maiores e delle Vestali da esso dipendeva la nomina delle predette cariche sacerdotali ed inoltre esercitava un'azione di controllo di tutto il culto religioso della società romana.

## Storia
Le origini di questa carica sacerdotale si fanno risalire all'epoca più antica di Roma, ed erano legate alla costruzione del Pons Sublicius, il più antico ponte di Roma costruito sul Tevere, poco più a valle dell'isola Tiberina. Per le popolazioni arcaiche era così importante questo ponte e la sua manutenzione, che in relazione ad esso nacque questo antico e potente sacerdozio romano: il Pontifex.
Poiché i pontefici, assieme agli àuguri erano le uniche cariche sacerdotali tra le maggiori che avevano legami diretti con la politica, nel corso del III a.C. si assiste ad una concentrazione dei poteri e competenze dalle cariche sacerdotali a cui era proibito di ricoprire altre magistrature verso il pontefice massimo, che finì col sostituire il rex sacrorum nei suoi poteri di direzione del corpo sacerdotale romano.

## Caratteristiche
L'accesso a questa carica inizialmente rimase riservato ai Patrizi; nel 300 a.C. la Lex Ogulnia ne permise l'accesso anche ai Plebei e nel 254 a.C. la carica fu per la prima volta assunta da un plebeo, Tiberio Coruncanio.
Risiedeva nella Domus Publica, che si trovava nel Foro Romano, accanto all'antica Porta Mugonia,  vicino al Tempio di Vesta e alla Casa delle Vestali dopo la cessione da parte dell'imperatore Augusto.

## Funzioni e poteri
Era il capo del collegio dei pontefici (di cui facevano parte anche il rex sacrorum, le Vestali e i Flamini), che presiedeva alla sorveglianza e al controllo di tutto il culto religioso della società romana (sia nell'aspetto pubblico che in quello privato).
L'elezione del pontefice massimo avveniva per cooptazione all'interno del collegio dei pontefici; nel 104 a.C. una lex Domitia  stabilì però che l'elezione doveva essere fatta da 17 tribù estratte a sorte tra le 35 tribute; Silla abrogò quest'ultima legge, la quale fu tuttavia rimessa in vigore pochi anni dopo, nel 63 a.C., da Labieno su impulso di Cesare.
Il pontefice massimo, ricoprendo nel sacerdozio una posizione analoga a quella dei consoli nella magistratura (con la differenza però che la sua carica era a vita e non condivisa con un collega), aveva il diritto di sedere sulla sella curule ed era scortato da 30 littori curiati, uno speciale tipo di littore che non portava i "fasces" ed aveva compiti religiosi, quando questi lo accompagnavano con il compito di scortare gli animali agli altari in occasione dei sacrifici; inoltre esercitava la sua carica nella regia.
Nominava le vestali, i flamini e il rex sacrorum; tuttavia nelle cerimonie ufficiali non aveva il primo posto, essendogli anteposti il rex sacrorum e i tre Flamini maggiori. Inoltre, malgrado la grande autorità, era sottoposto al controllo dei censori e dei tribuni della plebe.
Era anche responsabile della consecratio, ossia la consacrazione del tempio alla divinità cui era dedicato; inoltre aveva il potere di imporre l'inauguratio, nel caso in cui ritenesse insufficienti le ragioni addotte dagli Auguri per negarla.
Disciplinava inoltre i fasti e compilava annualmente la tabula dealbata e gli annales pontificum oltre ad avere il compito di interpretare i mores e collaborava, in età monarchica, all'emanazione della lex regia insieme al rex.
Fino a quando non fu introdotto il Calendario giuliano, al Pontefice era affidato il compito di inserire il mese intercalare, al fine di mantenere l'anno del calendario allineato all'anno tropico.

## Lista dei pontefici massimi
- 753 a.C. - 712 a.C. – La carica (forse però senza il titolo) appartiene ai re di Roma
- 712 a.C. – Numa Marcio, secondo altre fonti lo stesso Numa Pompilio
- 616 a.C. - 579 a.C. – Sesto Papirio, definito esperto (peritus) del diritto pubblico e delle leges regiae e molto conosciuto, da ciò si ritiene che fosse pontefice massimo
- 509 a.C. – Gaio Papirio
- 490 a.C. – Mario Papirio
- 449 a.C. - 431 a.C. – Quinto Furio Pacilio Fuso
- 431 a.C. - 420 a.C. – Aulo Cornelio Cosso
- 420 a.C. - 390 a.C. – Spurio Minucio
- 390 a.C. – Marco Follio Flaccinatore
- 332 a.C. - 304 a.C. – Publio Cornelio Callissa
- 304 a.C. - 270 a.C. – Lucio Cornelio Scipione Barbato
- 254 a.C. - 243 a.C. – Tiberio Coruncanio, primo pontefice massimo plebeo
- 243 a.C. - 221 a.C. – Lucio Cecilio Metello
- 217 a.C. - 213 a.C. – Lucio Cornelio Lentulo Caudino[8]
- 213 a.C. - 212 a.C. – Marco Cornelio Cetego[9] (morto nel 196 a.C.)
- 212 a.C. - 183 a.C. – Publio Licinio Crasso Divite[10]
- 183 a.C. - 180 a.C. – Gaio Servilio Gemino
- 180 a.C. - 152 a.C. – Marco Emilio Lepido
- 152 a.C. - 150 a.C. – vacante
- 150 a.C. - 141 a.C. – Publio Cornelio Scipione Nasica Corculo
- 141 a.C. - 132 a.C. – Publio Cornelio Scipione Nasica Serapione (morto a Pergamo, Asia Minore)
- 132 a.C. - 131 a.C. – Publio Licinio Crasso Dive Muciano (ucciso in battaglia in Asia Minore)
- 130 a.C. - 115 a.C. – Publio Muzio Scevola
- 115 a.C. - 103 a.C. – Lucio Cecilio Metello Dalmatico
- 103 a.C. - 89 a.C. – Gneo Domizio Enobarbo (morto nell'88 a.C.)
- 89 a.C. - 82 a.C. – Quinto Muzio Scevola (ucciso nel tempio di Vesta)
- 81 a.C. - 63 a.C. – Quinto Cecilio Metello Pio
- 63 a.C. - 44 a.C. – Gaio Giulio Cesare
- 44 a.C. - 13 a.C. – Marco Emilio Lepido
- 13 a.C. - 12 a.C. – Augusto
- 12 a.C. - 376 – Dal 6 marzo 12 a.C.[1] la carica appartiene agli imperatori
- Nel 376 l'imperatore Graziano, fervente cristiano, rinuncia al titolo di Pontifex maximus in favore del vescovo di Roma e da allora la carica di pontefice massimo non fu più assunta da alcun imperatore.[11] Questo comporta che il titolo di Pontefice Massimo sia ad oggi l'unico titolo romano ancora in vigore dall'epoca più antica di Roma, ininterrottamente dai tempi di Numa Pompilio.